# Бугорков Степан Степанович
Степан Степанович Бугорко́в (нар. 27 грудня 1920, Кременки — пом. 17 листопада 1991, Луганськ) — російськомовний український радянський письменник і поет; член Спілки письменників України з 1953 року. Батько художника Сергія Бугоркова.

## Біографія
Народився 27 грудня 1920 року в селі Кременках (нині Дивеєвський район Нижньогородської області, Росія) в селянській сім'ї. Закінчив Саратовське військово-медичне училище. 
Призваний до Червоній армії 7 жовтня 1940 року. Брав участь у німецько-радянській війні. Починав війну старшиною-санінструктором 227-го полку військ НКВС, 1943 року перевівся до редакції газети 52-ї дивізії НКВС. 14 лютого 1943 року, у складі своєї дивізії, брав участь у відвоюванні Ворошиловграду (нині Луганськ). Член ВКП(б) з 1944 року. Демобілізувався у званні капітана.
Після закінчення війни оселився у Ворошилограді. 1950 року заочно закінчив Карагандинський учительський інститут. З 1948 року завідував відділом культури обласної газети «Ворошиловградская правда», довкола якої зібрав літераторів міста й очолював літературне об'єднання до створення у 1965 році Луганської обласної організації Спілки письменників України. Помер у Луганську 17 листопада 1991 року. Похоаваний у Луганську на цвинтарі «Гостра могила» поруч із Владиславом Титовим.

## Твори
поетичні книги
- «На переднем крае» (1949);
- «Мои друзья» (1952);
- «Горячие сердца» (1958);
- «Встреча с юностью» (1962);
- «Голубые расстояния» (1970);
- «Весенние ливни» (1973);
- «В борьбе за народное дело» (1977);
- «Холодная мята» (1980);

збірки оповідань
- «Девушка у колодца» (1964);
- «Лесная девушка» (1968);

романи
- «Солдатки» (1979; 1984);
- «Жаркое лето» (1989).

## Відзнаки
- Луганська обласна премія імені «Молодої гвардії» (1962);
- Грамота Президії Верховної Ради УРСР[2];
- Орден Вітчизняної війни ІІ ступеня (6 квітня 1985)[3];